# Aliens Area
Aliens Area (ALIENS AREA) est un shōnen manga dessiné par Fusai Naba. Il a été prépublié du 6 juin 2022 au 23 octobre 2022 dans le Weekly Shōnen Jump, puis publié en volumes reliés par l'éditeur japonais Shūeisha.

## Synopsis
Si des extra-terrestres venaient sur Terre, ils posséderaient des technologies surpassant de loin les capacités des hommes et pourraient commettre n'importe quel crime. C'est pour empêcher la planète bleue de devenir une telle zone de non-droit que la très secrète Division 5 des Affaires Étrangères a été créée.
Tatsunami Tatsumi est un lycéen orphelin enchaînant les petits boulots pour s'occuper seul de ses jeunes frère et sœur. Il découvre un jour qu'il a été exposé à une mystérieuse énergie extra-terrestre lui conférant d'étranges pouvoirs, mais il devient par la même occasion la cible des aliens cherchant à récupérer cette énergie renfermée en lui. Il est alors approché par Sharaku Hajime, un membre de la Division 5 des Affaires Étrangères, qui l'invite à rejoindre son organisation.

## Personnages
Tatsumi Tatsunami (立浪 辰己)
L'un des principaux protagonistes. Il a perdu ses parents dans un incendie et doit occuper plusieurs emplois à temps partiel pour subvenir aux besoins de ses frères et sœurs. Il détient dans son bras droit une forme avancée de technologie extraterrestre, qui lui permet de changer et de modifier la forme de son bras.
Hajime Sharaku (写楽一)
L'un des principaux protagonistes. Il est enquêteur pour la section 5. Il possède une canne qui fait office de taser et un bracelet qui lui confère des capacités anti-gravité.

## Manga
Le manga Aliens Area est dessiné par Fusai Naba. La publication de la série a débuté dans le 27e numéro du Weekly Shōnen Jump publié le 6 juin 2022,. Le premier volume est paru le 4 octobre 2022.

### Liste des volumes
| no | Japonais       | Japonais          |
| no | Date de sortie | ISBN              |
| --- | -------------- | ----------------- |
| 01 | 4 octobre 2022 | 978-4-08-883257-9 |
| Liste des chapitres : - Chapitre 1 : 立浪辰己 (Tatsunami Tatsumi) - Chapitre 2 : 写楽一 (Sharaku Hajime) - Chapitre 3 : 警視庁公安部外事第五課 (Keishichō Kōan Bugaiji Daigoka) - Chapitre 4 : 企み (Takurami) - Chapitre 5 : 亡命 (Bōmei) - Chapitre 6 : がじがじ (Gaji Gaji) - Chapitre 7 : 第二兵装 (Daini Heisō) |                |                   |
| 02 | 3 février 2023 | 978-4-08-883393-4 |
| Liste des chapitres : - Chapitre 8 : あっちいな (Acchiina) - Chapitre 9 : 破れ…！ 沈黙！の巻 (Yabure...! Chinmoku! no Maki) - Chapitre 10 : 宇宙の便利グッズ (Uchū no Benri Guzzu) - Chapitre 11 : 拙者の姿が見えるのか…！？ (Sessha no Sugata ga Mieru no ka...!?) - Chapitre 12 : 東京都北区赤羽 (Tōkyō-to Kita-ku Akabane) - Chapitre 13 : 夜、燃える、赤羽 (Yoru, moeru, Akabane) - Chapitre 14 : Light My Fire - Chapitre 15 : 会議だヨ！全員集合！ (Kaigi da yo! Zen'in Shūgō!) |                |                   |
| 03 | 3 février 2023 | 978-4-08-883394-1 |
| Liste des chapitres : - Chapitre 16 : 役人多くして事絶えず (Yakunin Ōkushite Koto Taezu) - Chapitre 17 : 召喚 (Shōkan) - Chapitre 18 : Ahimisa, Antinomie - Chapitre 19 : Broken Windows Theory (Graduation) - Chapitre 20 : laugh, Cry... The End of Youth |                |                   |

### Sources
1. ↑  (ja) « 地球を守るために戦う人々のコズミックアクションファンタジーがジャンプで始動 », sur natalie.mu,‎ 6 juin 2022 (consulté le 2 septembre 2022)
2. ↑  « Fusai Naba et Masaoki Shindô sortiront de nouveaux mangas en juin prochain », sur Anime News Network, 30 mai 2022 (consulté le 2 septembre 2022)

### Œuvres
Édition japonaise
1. 1 2 3  Tome 1
2. 1 2  Tome 2
3. 1 2  Tome 3